# 20e cérémonie des Film Critics Circle of Australia Awards
La 20e cérémonie des Film Critics Circle of Australia Awards, décernés par la Film Critics Circle of Australia, a eu lieu en mars 2012 et a récompensé les meilleurs films réalisés l'année précédente,.

## Palmarès

### Meilleur film
- Les Crimes de Snowtown (Snowtown)
  - Burning Man
  - The Eye of the Storm
  - The Hunter
  - Oranges and Sunshine

### Meilleur réalisateur
- Justin Kurzel pour Les Crimes de Snowtown (Snowtown)
  - Fred Schepisi pour The Eye of the Storm
  - Daniel Nettheim pour The Hunter
  - Kriv Stenders pour Red Dog
  - Jonathan Teplitzky pour Burning Man

### Meilleur acteur
- Daniel Henshall pour le rôle de John Bunting dans Les Crimes de Snowtown (Snowtown)
  - Matthew Goode pour le rôle de  dans Burning Man
  - Geoffrey Rush pour le rôle de Basil Hunter dans The Eye of the Storm
  - David Wenham pour le rôle de Len dans Oranges and Sunshine

### Meilleure actrice
- Emily Watson pour le rôle de Margaret Humphreys dans Oranges and Sunshine
  - Emily Browning pour le rôle de Lucy dans Sleeping Beauty
  - Judy Davis pour le rôle de Dorothy de Lascabanes dans The Eye of the Storm
  - Bojana Novakovic pour le rôle de  dans Burning Man

### Meilleur acteur dans un second rôle
- Hugo Weaving pour le rôle de Jack dans Oranges and Sunshine
  - John Gaden pour le rôle d'Arnold Wyburd dans The Eye of the Storm
  - Sam Neill pour le rôle de Jack Mindy dans The Hunter

### Meilleure actrice dans un second rôle
(ex æquo)
- Frances O'Connor pour le rôle de Lucy Armstrong dans The Hunter
- Alexandra Schepisi pour le rôle de Flora dans The Eye of the Storm
  - Essie Davis pour le rôle de  dans Burning Man
  - Louise Harris pour le rôle d'Elizabeth Harvey dans Les Crimes de Snowtown (Snowtown)

### Meilleur espoir
- Daniel Connors pour le rôle de Daniel dans Toomelah
  - Morgana Davies pour le rôle de Sass Armstrong dans The Hunter
  - Jack Heanly pour le rôle de  dans Burning Man
  - Finn Woodlock pour le rôle de Bike dans The Hunter

### Meilleur scénario
- The Eye of the Storm – Judy Morris
  - Burning Man – Jonathan Teplitzky
  - Les Crimes de Snowtown (Snowtown) – Shaun Grant

### Meilleure photographie
- The Hunter – Robert Humphreys
  - Burning Man – Garry Phillips
  - Les Crimes de Snowtown (Snowtown) – Adam Arkapaw

### Meilleur montage
- Red Dog – Jill Bilcock
  - Les Crimes de Snowtown (Snowtown) – Veronika Jenet
  - Burning Man – Martin Connor

### Meilleure musique de film
- The Eye of the Storm – Lisa Gerrard
  - Les Crimes de Snowtown (Snowtown) – Jed Kurzel
  - The Hunter – Matteo Zingales, Michael Lira et Andrew Lancaster
  - Red Dog – Cezary Skubiszewski

## Récompenses et nominations multiples

### Nominations multiples
9 : Burning Man
8 : Les Crimes de Snowtown, The Eye of the Storm, The Hunter
4 : Oranges and Sunshine
3 : Red Dog

### Récompenses multiples
3 : Les Crimes de Snowtown
2 : Oranges and Sunshine, The Eye of the Storm